# Castanheira de Pera
Castanheira de Pêra és un municipi portuguès, situat al districte de Leiria, a la regió del Centre i a la subregió de Pinhal Interior Norte. L'any 2006 tenia 3.317 habitants. Limita al nord-est amb Góis, al sud-est amb Pedrógão Grande, a l'oest amb Figueiró dos Vinhos i al nord-oest amb Lousã. El municipi fou creat el 1914, segregant-se de Pedrógão Grande.

## Població
| Població del concelho de Castanheira de Pera (1920 – 2004) | Població del concelho de Castanheira de Pera (1920 – 2004) | Població del concelho de Castanheira de Pera (1920 – 2004) | Població del concelho de Castanheira de Pera (1920 – 2004) | Població del concelho de Castanheira de Pera (1920 – 2004) | Població del concelho de Castanheira de Pera (1920 – 2004) | Població del concelho de Castanheira de Pera (1920 – 2004) |
| ---------------------------------------------------------- | ---------------------------------------------------------- | ---------------------------------------------------------- | ---------------------------------------------------------- | ---------------------------------------------------------- | ---------------------------------------------------------- | ---------------------------------------------------------- |
| 1920                                                       | 1930                                                       | 1960                                                       | 1981                                                       | 1991                                                       | 2001                                                       | 2004                                                       |
| 5839                                                       | 6116                                                       | 5739                                                       | 5137                                                       | 4442                                                       | 3733                                                       | 3464                                                       |

## Freguesies
- Castanheira de Pera
- Coentral